# Кіт Голіок
Кіт Джакка Голіок (1904—1983) — державний діяч Нової Зеландії. Міністр закордонних справ Нової Зеландії. Прем'єр-міністр Нової Зеландії.

## Життєпис
Народився 11 лютого 1904 р. в Новій Зеландії. У 1932—1938, 1943—1977 рр. — депутат парламенту. В 1949—1957 рр. — заступник прем'єр-міністра країни. У вересні-жовтні 1957 і з 1960 по січень 1972 — прем'єр-міністр Нової Зеландії, також міністр закордонних справ з 1960 до листопада 1972 р. Перший прем'єр-міністр країни, народжений в самій Новій Зеландії. Був активним захисником принципів вільної торгівлі, стримування діяльності профспілок та обмеження страйкової діяльнності. Дотримувався курсу на спіпрацю з США та іншими західними країнами.
У 1965 р. за його правління новозеландський військовий контингент прибув до Південного В'єтнаму для допомоги місцевому уряду. У 1977—1980 рр. був генерал-губернатором Нової Зеландії. Помер 8 грудня 1983 р.